# Bolesław bytomski
Bolesław bytomski (ur. ok. 1332, zm. 1354 lub 1355) – książę bytomsko-kozielski w latach 1352–1354 lub 1355, ostatni męski przedstawiciel Piastów bytomskich.
Bolesław był młodszym synem księcia bytomskiego Władysława oraz księżniczki meklemburskiej Ludgardy. Pomiędzy 1342 a 1347 rokiem, po śmierci starszego brata Kazimierza, został księciem kozielskim. W 1352 roku, po zgonie ojca, księciem bytomskim. W 1354 roku wyruszył z wyprawą króla czeskiego Karola IV do Włoch po koronę cesarską. Ne tej wyprawie w nieznanych bliżej okolicznościach zmarł przed 15 grudnia 1355 roku. Pochowany został w katedrze w Venzone (pięknie zdobiona płyta nagrobna została zniszczona dopiero podczas trzęsienia ziemi w 1976 roku, jednak została odrestaurowana). Bolesław był żonaty od 1347 roku z bogatą magnatką Małgorzatą ze Šternberka na (Morawach); w posagu otrzymał sześćdziesiąt kup groszy praskich. Z małżeństwa tego pozostały trzy córki - Elżbieta bytomska (żona księcia cieszyńskiego Przemysła I Noszaka), Eufemia bytomska (żona księcia niemodlińskiego Wacława), oraz Bolka bytomska (Bolesława), ksieni cysterek w Trzebnicy. Księstwo bytomsko-kozielskie, po śmierci Bolesława, na mocy umowy zawartej jeszcze za życia ojca Władysława, zostało podzielone pomiędzy najbliższych krewnych książąt oleśnickich i cieszyńskich.

## Literatura dodatkowa
- Karol Piotrowicz: Bolesław (Bolko). W: Polski Słownik Biograficzny. T. 2: Beyzym Jan – Brownsford Marja. Kraków: Polska Akademia Umiejętności – Skład Główny w Księgarniach Gebethnera i Wolffa, 1936, s. 274–275. Reprint: Zakład Narodowy im. Ossolińskich, Kraków 1989, ISBN 83-04-03291-0